# Lotte Hartmann-Kottek-Schroeder
Lotte Hartmann-Kottek-Schroeder (* 1937 in Znaim, Tschechoslowakei) ist eine deutsche Lehrtherapeutin in der Gestalttherapie.

## Leben
Lotte Kottek wurde 1937 als Tochter des Landrats von Znaim, des Juristen Alfred Kottek, und der Konzertpianistin Elfriede Kottek im ehemaligen Sudetenland, heute Tschechien, geboren. Nach der Flucht 1945 wuchs sie in Eßlingen am Neckar auf, wo sie 1956 das neusprachlich-musische Abitur absolvierte. Anschließend begann sie ein Psychologie-Studium in Tübingen, das sie 1960 mit dem Diplom in Freiburg abschloss. 1957 nahm sie zusätzlich ein Studium der Medizin auf, das sie nach dem Vorphysikum in Tübingen in Freiburg und Wien fortsetzte. 1963 machte sie das medizinische Staatsexamen in Freiburg. 1964 schloss sich die Promotion über ein experimentelles Thema zu Gruppenpsychotherapie an. Nach der Medizinalassistentenzeit in Berlin erhielt sie 1966 die Approbation. Zunächst ließ sie sich in Rüdesheim am Rhein, Essen und Gelsenkirchen zur Fachärztin für Innere Medizin weiterbilden und übernahm nach der Facharztanerkennung 1972 die Chefarztvertretung am Kreiskrankenhaus Freyung. Noch im gleichen Jahr begann sie ihre Facharztweiterbildung für Neurologie und Psychiatrie an der Universität Bonn, die sie 1976 abschloss, lehrte hier Medizinische Psychologie und erhielt einen zusätzlich Lehrauftrag „Neurologischer Untersuchungskurs“ an der Universitäts-Nervenklinik. Ebenfalls 1976 erlangte sie die Zusatzbezeichnung „Psychotherapie“ und 1995 wurde ihr von der Landesärztekammer Hessen die Zusatzbezeichnung „Psychotherapeutische Medizin“ verliehen. Berufsbegleitend ließ sie sich zur Gestalttherapeutin ausbilden und erhielt 1978 den Status einer Lehrtherapeutin.
Von 1977 bis 1980 lehrte Hartmann-Kottek Klinische Psychologie und Gestalttherapie an der Universität Freiburg, von 1981 bis 1982 und 1988 Psychosomatik an der Philipps-Universität Marburg und von 1986 bis 1987 Psychoanalyse und Gestalttherapie als Gastprofessorin an der Universität Kassel. Daneben war sie Leiterin der psychiatrisch-psychotherapeutischen Abteilung in Bad Zwesten.
Lotte Hartmann-Kottek war in erster Ehe von 1969 bis 1970 mit dem Chirurgen H. Hartmann und von 1982 bis 1992 in zweiter Ehe mit W. Schroeder verheiratet. Sie lebt seit 1984 in Kassel.
Ihr 2004 veröffentlichtes, 2008 in einer erweiterten Auflage erschienenes Buch Gestalttherapie gilt als deutschsprachiges Grundlagenwerk für diesen Bereich, es erschien 2012 in der dritten Auflage.

## Veröffentlichungen
- Der Tier-Mensch-Vergleich und seine Anwendung in der Gruppenpsychotherapie. Dissertation, Freiburg 1964
- Spaltung und Ganzheit (Hrsg.). Kösel, München 1988 ISBN 3466341973
- Gestalttherapie. In: Ernst Petzold, H.H. Studt (Hrsg.): Handbuch der Psychotherapeutischen Medizin. Walter de Gruyter, Berlin, New York, 2000
- Gestalttherapie. In: Christian Reimer, Ulrich Rüger: Psychodynamische Psychotherapien. Lehrbuch der tiefenpsychologisch orientierten Psychotherapien. Springer, Heidelberg 2000, 2003
- Gestalttherapie. Lehrbuch. Springer, 3. Auflage Heidelberg 2012, ISBN 978-3-642-28192-1